# 육면체
육면체(六面體)는 6개의 면으로 둘러싸인 다면체이다.

## 육면체의 예

평행육면체 (평행사변형)
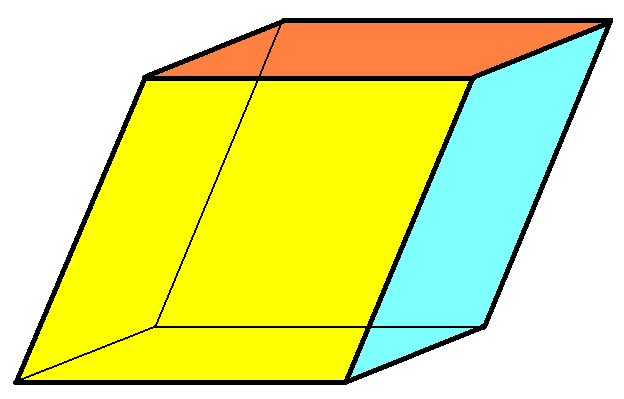
능면체 (마름모)
직육면체 (직사각형)
정육면체 (정사각형)
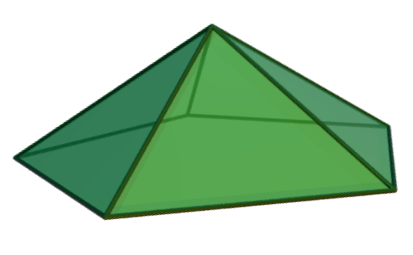
오각뿔
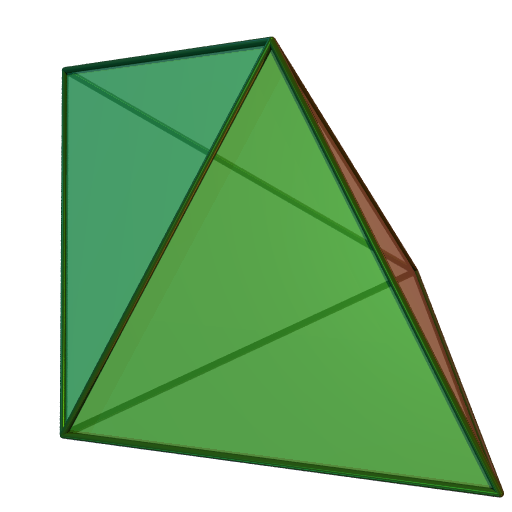
삼각쌍뿔